# Río Bec

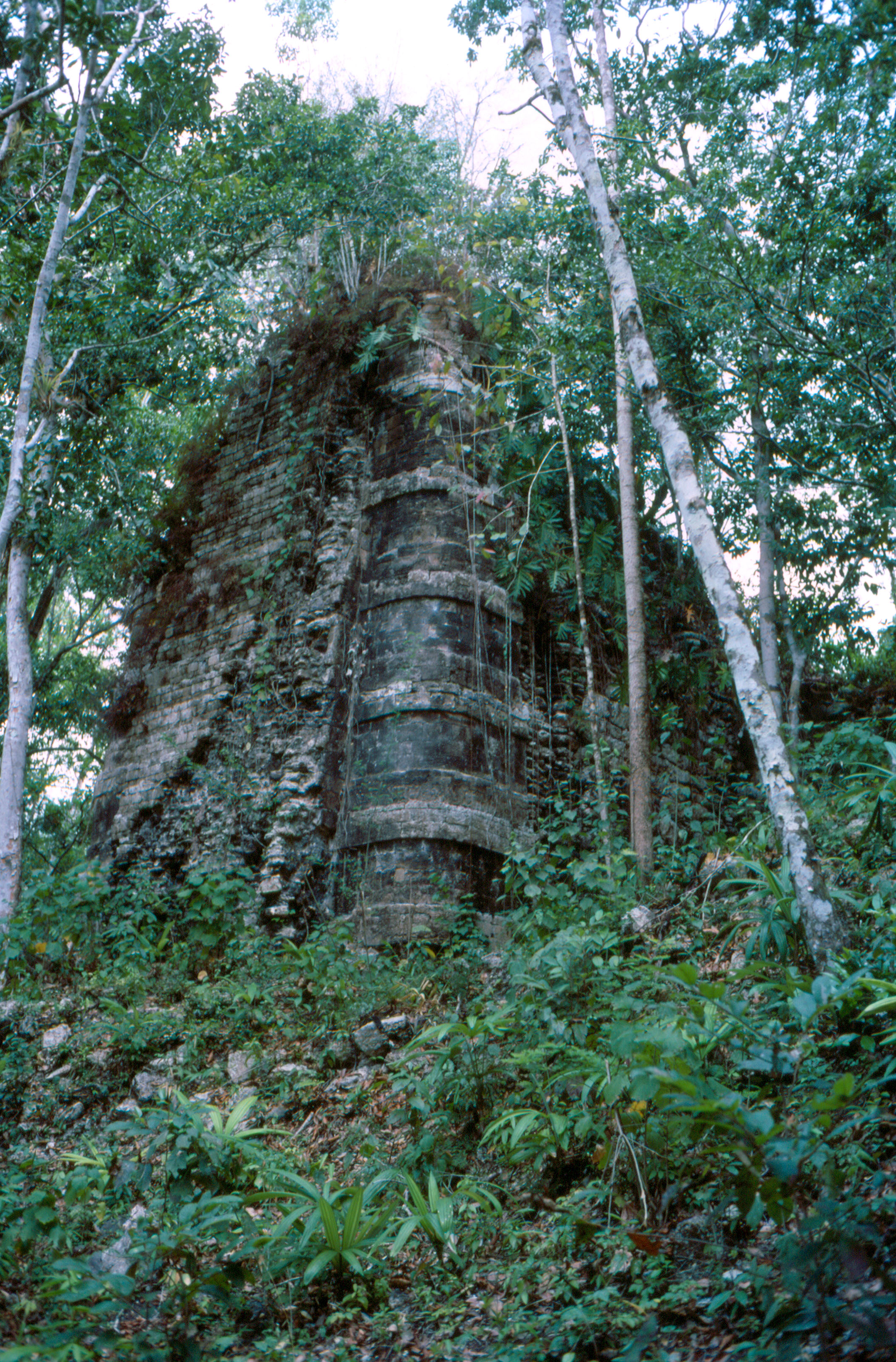
Detalle de la torre norte de Río Bec

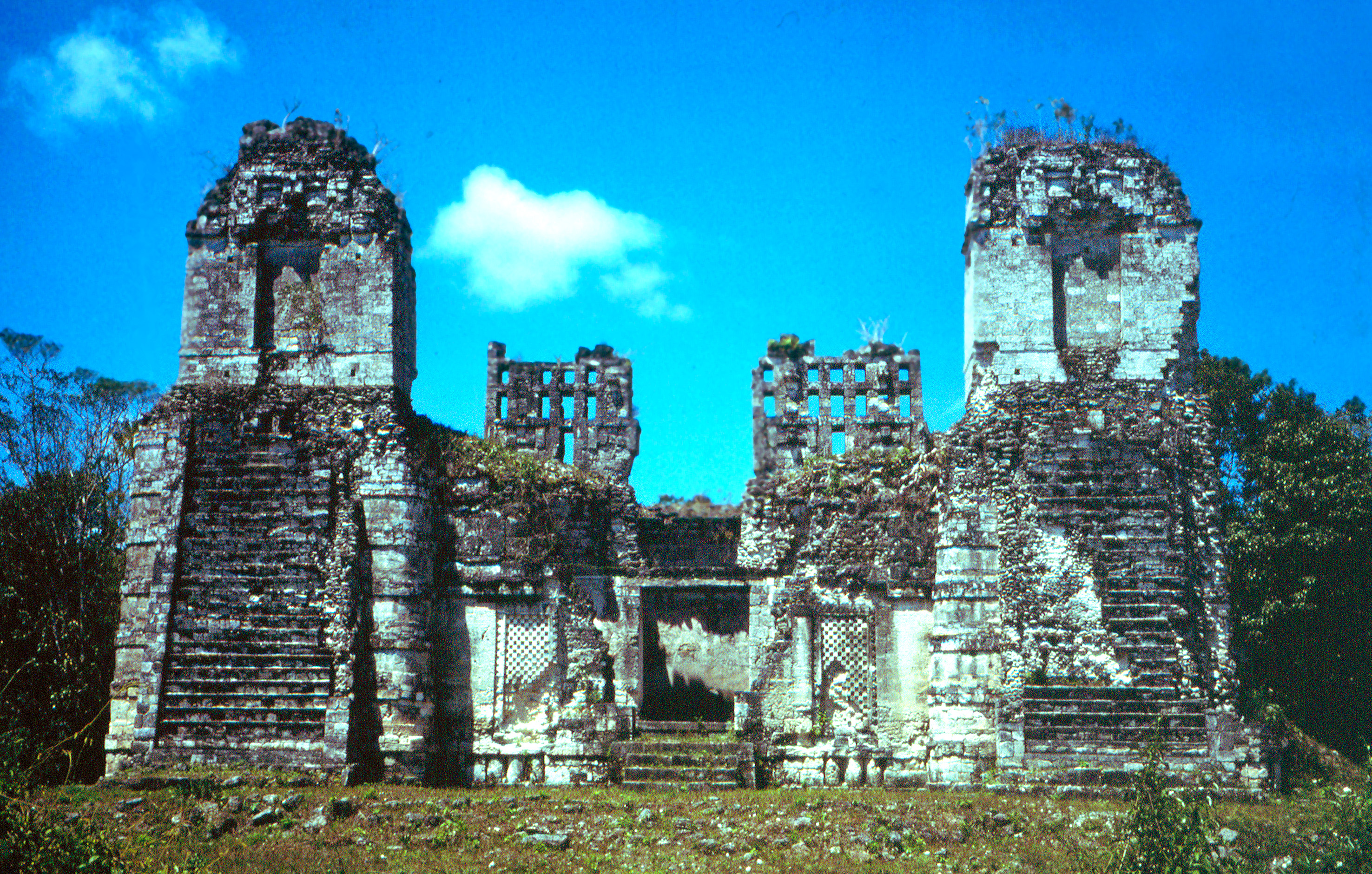
Vista del conjunto principal de Río Bec

Río Bec (del maya: Beek: Ehretia tinifolia, localmente conocido como roble, Río del Roble), es el nombre de un yacimiento arqueológico maya precolombino, localizado en el sur del estado de Campeche, México, en el municipio de Calakmul, muy cercano a los yacimientos mayas de Xpujil, Chicanná y Hormiguero, a unos cuantos kilómetros al poniente de la frontera con el vecino estado de Quintana Roo.
El nombre de Río Bec se refiere a la región arqueológica y también al estilo arquitectónico maya, que se observó primero en tal yacimiento y que, subsecuentemente, fue encontrado en otros sitios cercanos. El estilo está vinculado estrechamente con aquel que se denomina estilo de Los Chenes.

## El yacimiento arqueológico
El yacimiento maya de Río Bec fue reportado en la literatura especializada europea, por Teoberto Maler, explorador austriaco de finales del siglo XIX, aunque, al parecer, nunca lo visitó. El francés Maurice de Perigny, explorador y experto en cuestiones mayas, fue el primero en visitar el sitio y en describir sus hallazgos.  
Han trabajado en la excavación del lugar, tanto arqueólogos del Instituto Nacional de Antropología e Historia, como científicos del Centro de la Investigación Científica de Francia (CNRS), encabezados por Dominique Michelet. A partir de estas tareas, se han localizado un número considerable de conjuntos arquitectónicos, en un área de varios km².

## Estilo arquitectónico
Los edificios de Río Bec, en el sureste del estado de Campeche, cerca de la frontera con el Petén guatemalteco, se caracterizan por un estilo singular, denominado Estilo Río Bec, que apareció, según dataciones realizadas, hacia el siglo VII dC y que continuó, hasta el siglo XII.
La estructura principal consiste en un conjunto que posee dos torres, sin funcionalidad aparente, en los extremos. Estas torres gemelas se hacen más angostas, conforme ascienden, para dar la impresión de una mayor altura. Contienen escaleras aparentes, para dar acceso a la recreación de un templo, que se sitúa encima de ellas. Estas escaleras parecen solo tener una función decorativa, ya que no es posible ascender por ellas. Los templos, localizados en al final de las torres, tampoco tienen una función real y fueron construidos como masas sólidas, sin contar con vanos interiores, solo simulados con nichos. Las torres y los templos que las coronan guardan semejanza con los que se observan en la región del Petén Guatemalteco, en particular en la ciudad de Tikal, por lo que se cree eran una evocación de estos.